# Régie autonome des transports parisiens

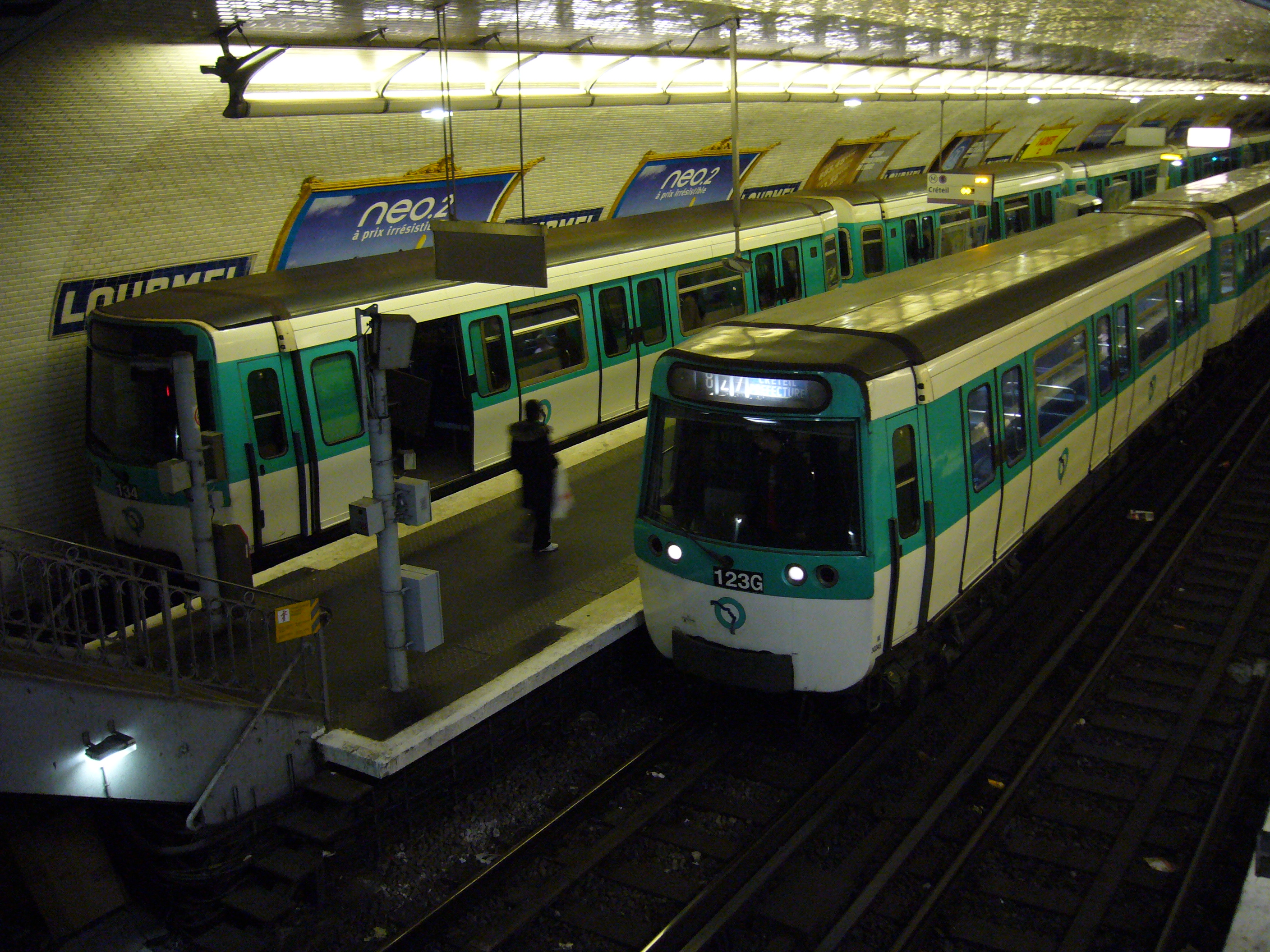
Pociągi metra typu MF 77 na stacji Lourmel

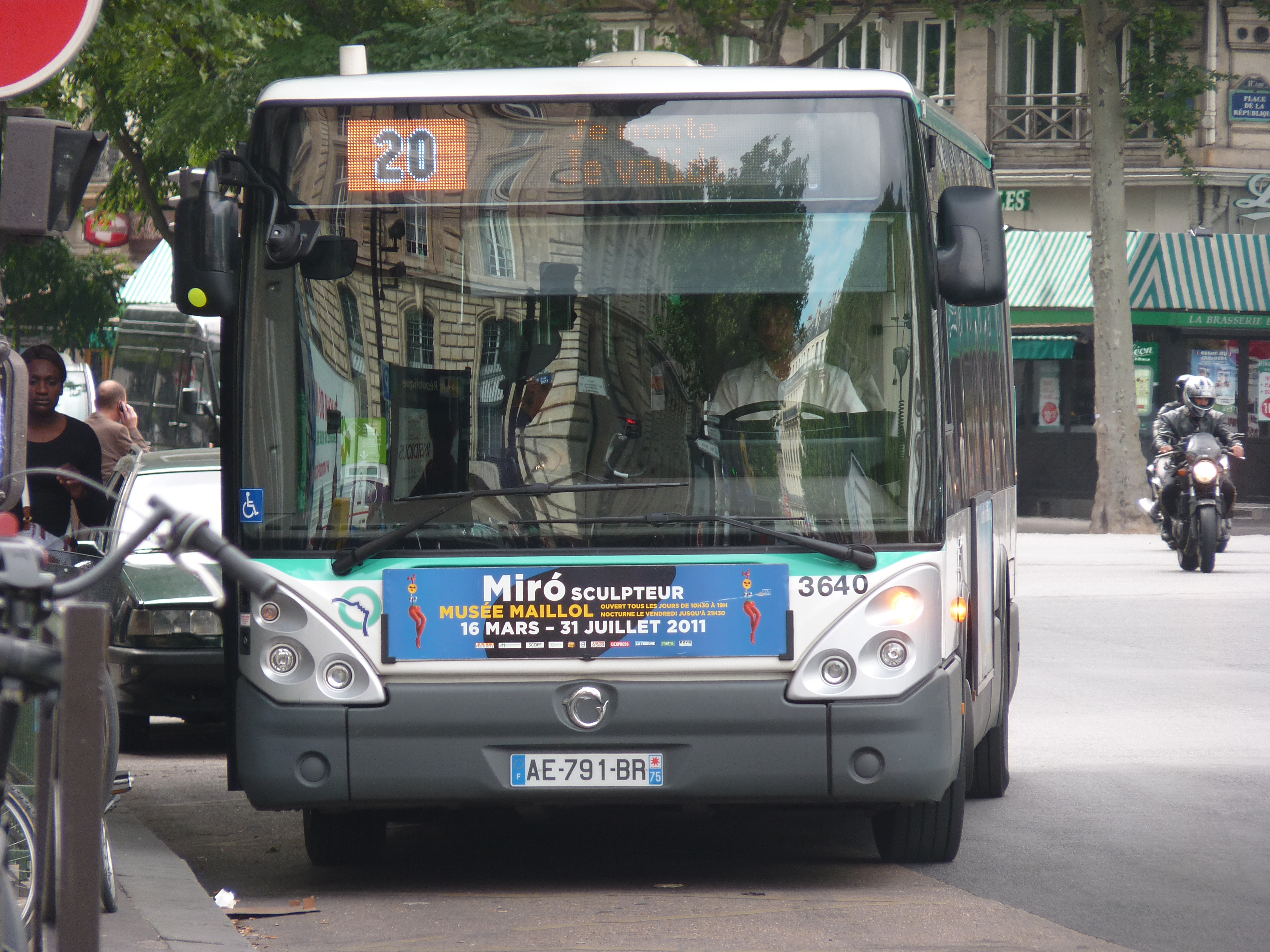
Autbous Irisbus Citelis Line na Place de la République

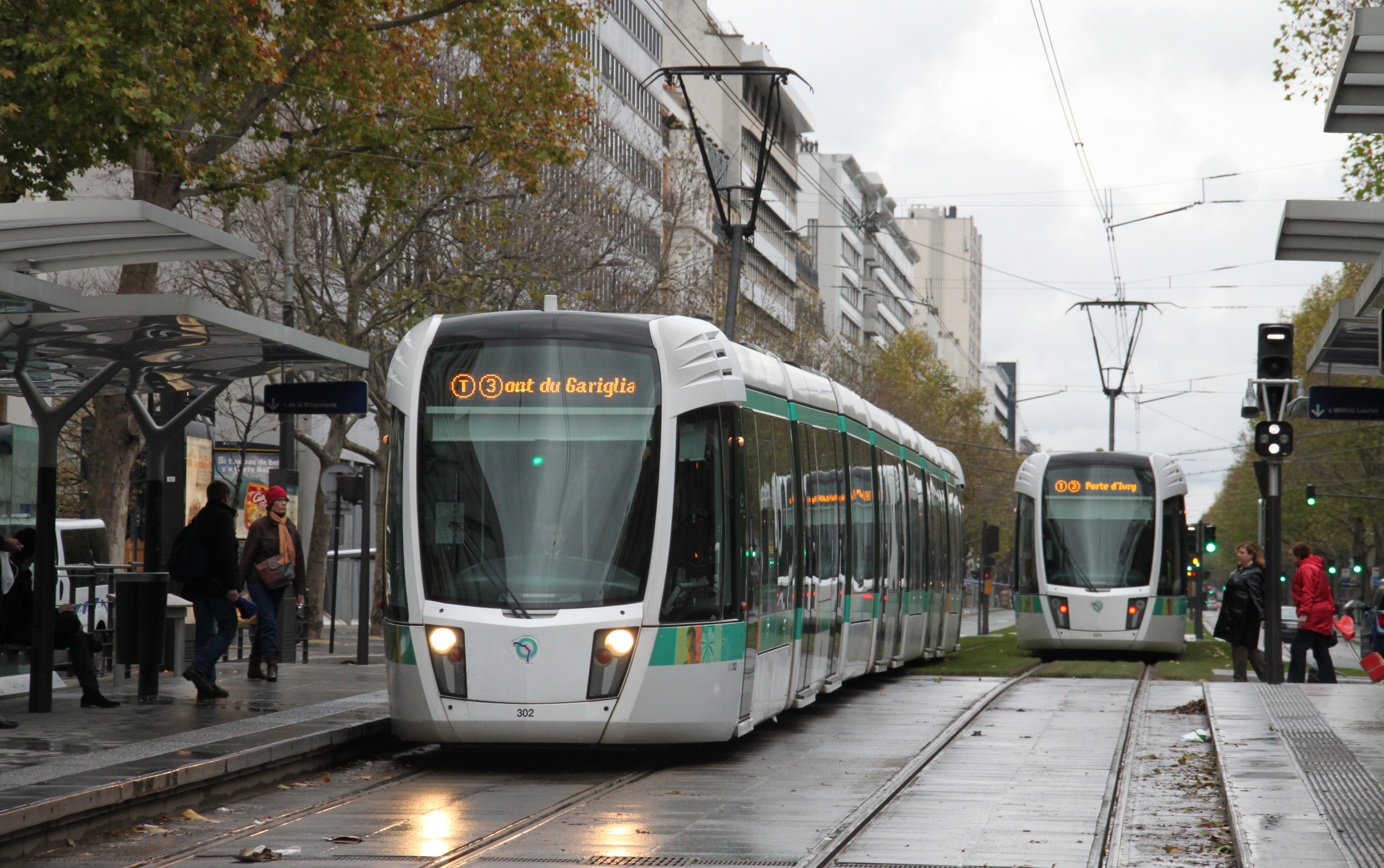
Tramwaje Citadis 402

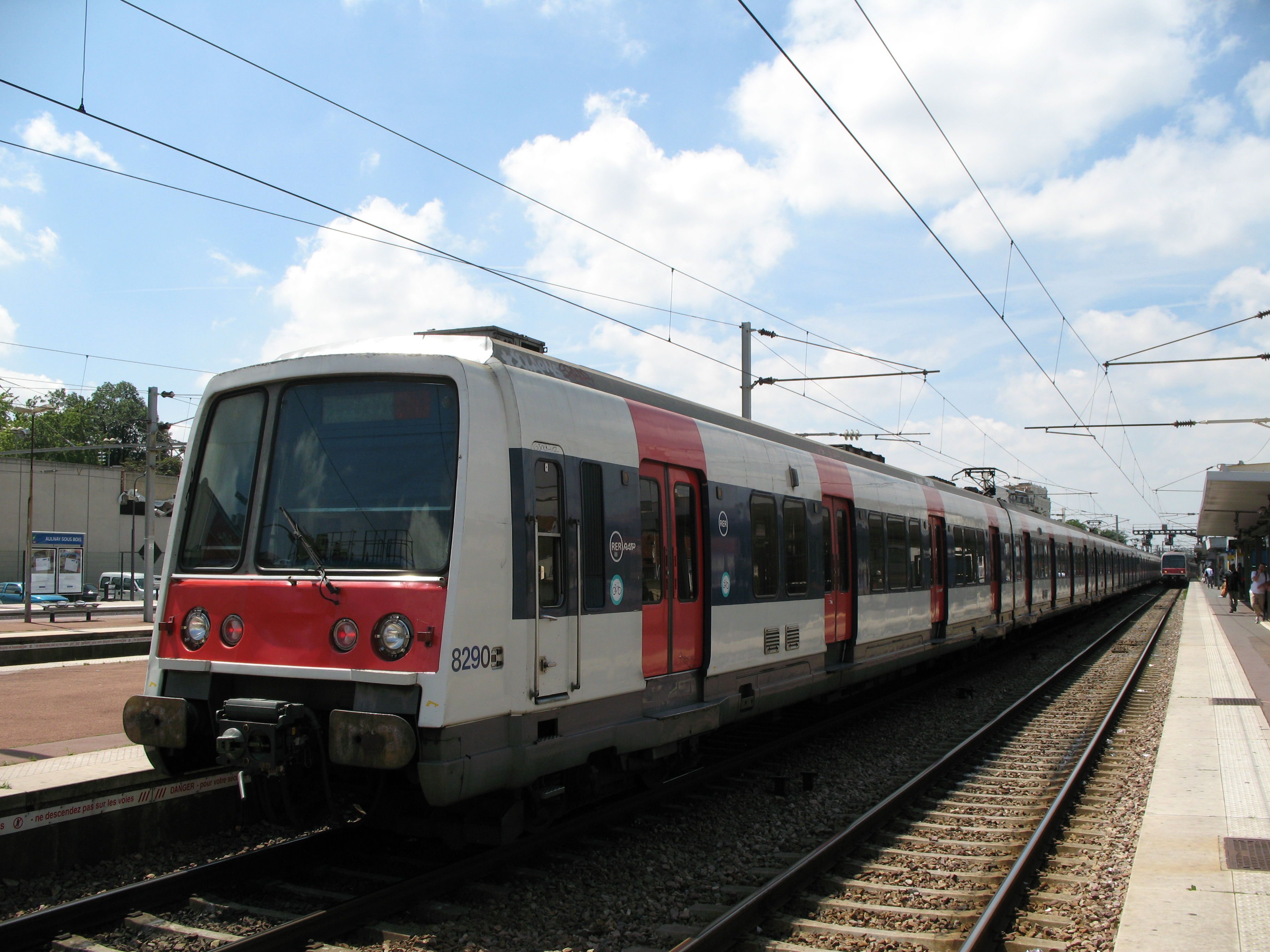
Pociąg MI 79 na linii RER B, na dworcu Gare d'Aulnay-sous-Bois

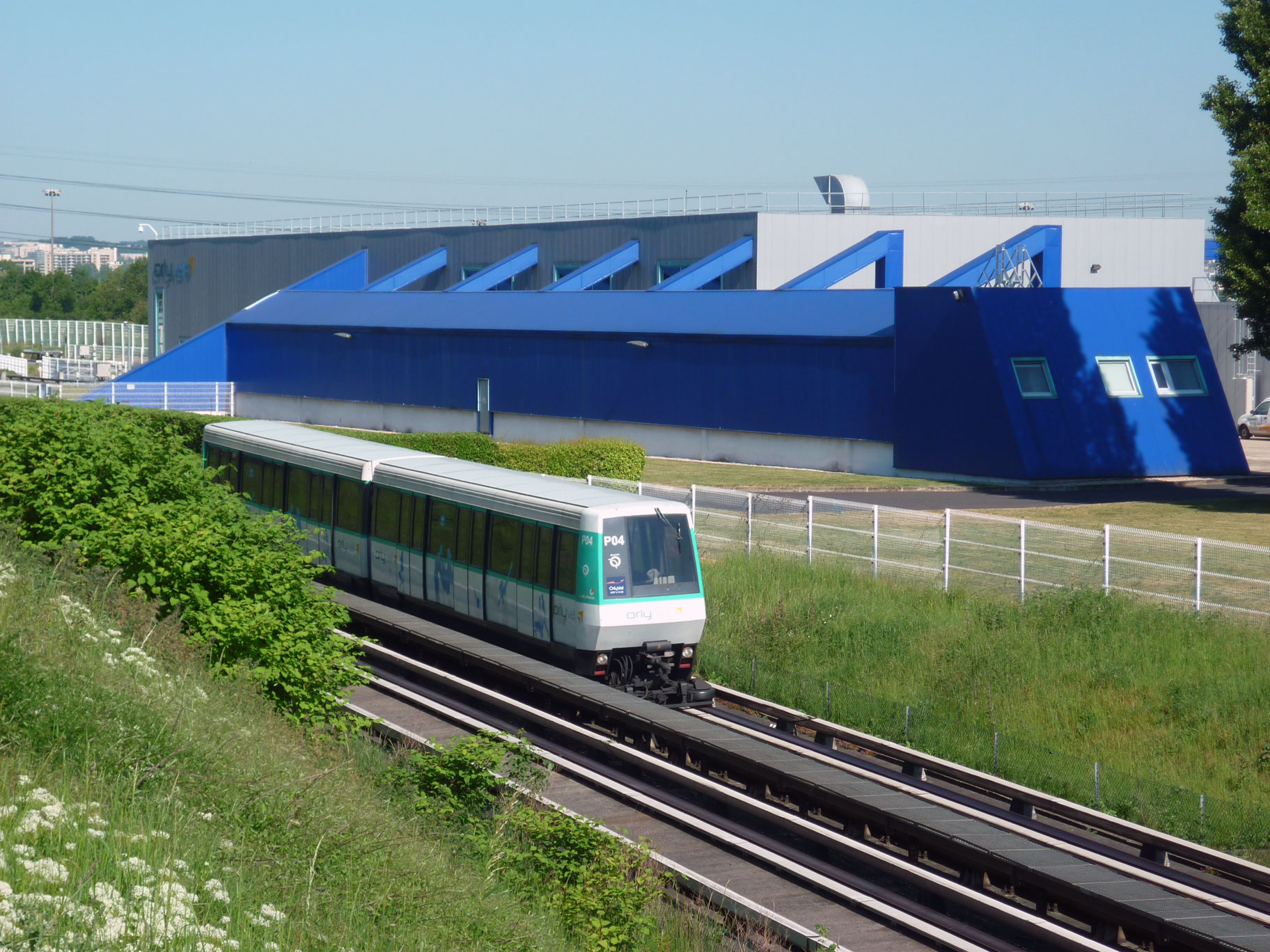
Automatyczny pociąg Orlyval

Régie autonome des transports parisiens, RATP (z fr. Autonomiczny zarząd transportu paryskiego) – francuskie przedsiębiorstwo państwowe transportu publicznego w Paryżu. Obsługuje linie metra, autobusowe, tramwajowe, kolejkę na wzgórze Montmartre (Funiculaire de Montmartre) oraz (wspólnie z francuskimi kolejami SNCF) linie kolei aglomeracyjnej RER (Réseau express régional).

## Historia
RATP został założony w roku 1949, w celu połączenia pod jednym dachem różnych naziemnych i podziemnych środków transportu w Paryżu, które częściowo znajdowały się w rękach prywatnych (np. Compagnie du chemin de fer métropolitain de Paris). Prawnie RATP ma formę EPIC (Établissement public à caractère industriel et commercial – Przedsiębiorstwo publiczne o charakterze przemysłowo-usługowym).

## Działalność
W przeciwieństwie do innych państwowych operatorów monopolistów RATP i SNCF mogą ubiegać się o koncesje na prowadzenie zbiorowego transportu publicznego w kraju i zagranicą. I tak RATP ma udziały w lokalnej komunikacji poprzez spółkę-córkę RATP Développement, założoną wspólnie z innymi podmiotami, we Francji w miastach: Strasburg, Miluza, Annemasse, Clermont-Ferrand, Chelles, Nantes, Orleanie, Grenoble, Saint-Quentin-en-Yvelines i Lyonie oraz zagranicą w Nottingham, Londynie, Turynie, Rzymie, Florencji, Porto, Melbourne, Sydney, Hongkongu, Casablance, Algierze, Oranie i Konstantynie. Oba przedsiębiorstwa RATP i SNCF konkurują ze sobą poza terenem Île-de-France niczym prywatne podmioty, zaś na terenie regionu Île-de-France kooperują ze sobą jak instytucje.

### Liczby
W 2002 r. RATP przewiózł łącznie 2666,30 milionów pasażerów.
Procentowo poszczególne środki transportu przewiozły (w milionach):
- metro: 48% 1283,3 (1283,30)
- autobusy: 34% (915,90)
- RER (część linii A i B): 15% (410,00)
- tramwaje: 2% (52,20)

Resztę pasażerów przewiozły: Orlyval i Funiculaire de Montmartre.

### Bilet turystyczny Paris Visite
Paris Visite to bilet w komunikacji miejskiej Paryża dla turystów.
Bilet można kupić na 1, 2, 3 lub 5 dni. Sieć komunikacyjna Paryża jest podzielona na strefy. Paris Visite można wykupić na strefy 1-3 (obszar miasta i sieć metra), 1-5 lub 1-6 (region Île-de-France gdzie kursują autobusy RATP i pociągi RER. Z dniem 1 lipca zintegrowano dotychczasowe strefy 7-8 w strefę 6. 
Na obszarze Paryża bilet jest ważny również w tramwaju, kolejce Funiculaire de Montmartre, midibusach „Montmartrobus”, autobusach nocnych (Noctilien)) i podmiejskich pociągach SNCF. 
Z biletem na strefy 1-6 można dojechać do pałacu w Wersalu, parku rozrywki Disneyland Resort Paris oraz lotnisk Charles de Gaulle w Roissy oraz Orly (do tego ostatniego kolejką Orlyval) (stan na 13.07.2006).
Ceny z 1 grudnia 2015 w EUR:
| Dorośli | Dorośli | Dorośli | Dorośli | Dorośli | Dorośli | Dzieci 4-11 lat | Dzieci 4-11 lat | Dzieci 4-11 lat | Dzieci 4-11 lat | Dzieci 4-11 lat |
| Strefa  | 1 dzień | 2 dni   | 3 dni   | 5 dni   |         | Strefa          | 1 dzień         | 2 dni           | 3 dni           | 5 dni           |
| 1–3     | 11,15   | 18,15   | 24,80   | 35,70   |         | 1–3             | 5,55            | 9,05            | 12,40           | 17,85           |
| 1–6     | 23,50   | 35,70   | 50,05   | 61,25   |         | 1–6             | 11,75           | 17,85           | 25,00           | 30,60           |

Ważne przy zakupie w automacie: bilet jest ważny tylko z małym etui, gdzie wpisuje się nazwisko posiadacza biletu. Również numer z etui trzeba przepisać na bilet, w przeciwnym razie bilet jest nieważny. Etui do biletu można dostać tylko w okienku kasy biletowej, więc zakup w automacie pierwszego biletu nie ma sensu.

### Strajki
RATP jest wśród mieszkańców niezbyt popularny, głównie za sprawą strajków, które głównie dotyczą pojedynczej linii metra, rzadko jednak strajk paraliżuje całą metropolię. 
W żartach skrót RATP tłumaczy się jako Rentre avec tes pieds (pl. Wracaj pieszo do domu) lub Reste assis, t'es payé (Siedź, i tak ci płacą).